# Tirrena-Adriàtica 2001
La Tirrena-Adriàtica 2001 va ser la 36a edició de la Tirrena-Adriàtica. La cursa es va disputar en vuit etapes, entre el 14 i el 21 de març de 2001, amb un recorregut final de 1.155,2 km.
El vencedor de la cursa fou l'italià Davide Rebellin (Liquigas-Pata), que s'imposà al seu compatriota Gabriele Colombo (Cantina Tollo) i el neerlandès Michael Boogerd (Rabobank ProTeam), segon i tercer respectivament.

## Etapes
| Etapa | Data       | Recorregut                                 | Km    | Vencedor d'etapa        | Líder de la general   |
| ----- | ---------- | ------------------------------------------ | ----- | ----------------------- | --------------------- |
| 1a    | 14 de març | Sorrento - Sorrento                        | 132,0 | Biagio Conte (ITA)      | Biagio Conte (ITA)    |
| 2a    | 15 de març | Sorrento - Benevento                       | 163,0 | Endrio Leoni (ITA)      | Biagio Conte (ITA)    |
| 3a    | 16 de març | Benevento - Santuario di Castelpetroso     | 156,0 | Markus Zberg (SUI)      | Dmitri Kónixev (RUS)  |
| 4a    | 17 de març | Isernia - Celano                           | 170,0 | Davide Rebellin (ITA)   | Davide Rebellin (ITA) |
| 5a    | 18 de març | Campli - Torricella Sicura (CRI)           | 14,2  | Roberto Petito (ITA)    | Sergei Ivanov (RUS)   |
| 6a    | 19 de març | Torre San Patrizio - Monte San Pietrangeli | 136,0 | Romāns Vainšteins (LAT) | Sergei Ivanov (RUS)   |
| 7a    | 20 de març | Fermo - Ortezzano                          | 223,0 | Michael Boogerd (NED)   | Davide Rebellin (ITA) |
| 8a    | 21 de març | S.B del Tronto - S.B del Tronto            | 161,0 | Endrio Leoni (ITA)      | Davide Rebellin (ITA) |

## Classificació general
|    | Ciclista               | Equip            | Temps       |
| -- | ---------------------- | ---------------- | ----------- |
| 1  | Davide Rebellin (ITA)  | Liquigas-Pata    | 29h 41' 09" |
| 2  | Gabriele Colombo (ITA) | Cantina Tollo    | m. t.       |
| 3  | Michael Boogerd (NED)  | Rabobank ProTeam | + 3"        |
| 4  | Paolo Savoldelli (ITA) | Saeco            | + 6"        |
| 5  | David Plaza (ESP)      | Festina          | + 8"        |
| 6  | Roberto Petito (ITA)   | Fassa Bortolo    | + 13"       |
| 7  | Oskar Camenzind (SUI)  | Lampre-Daikin    | + 27"       |
| 8  | Beat Zberg (SUI)       | Rabobank ProTeam | + 28"       |
| 9  | Carlos Sastre (ESP)    | ONCE             | + 34"       |
| 10 | Ruslan Ivanov (MDA)    | Alessio          | + 35"       |